# Reichsstudentenführer

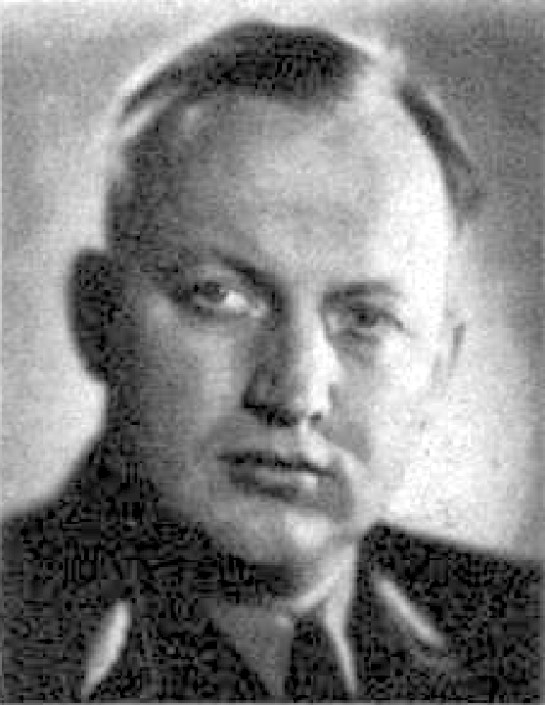
Reichsstudentenführer Gustav Adolf Scheel

La Secretaría del Reichsstudentenführers (Jefe de los Estudiantes del Reich) fue creada el 5 de noviembre de 1936, por un decreto de Rudolf Hess, para poner fin a la lucha de poder entre la organización nazi Liga Nacionalsocialista de Estudiantes Alemanes (NSDStB) y el Sindicato de Estudiantes Alemanes (DSt) que era la organización central de los estudiantes universitarios. El nuevo Reichsstudentenführer lideró ambas organizaciones, así como la Reichsstudentenwerks, NS-Altherrenbunds (1938) y la NS-Dozentenbunds (1944). Con esta medida quedaron bajo el mando del "Jefe de los Estudiantes" las organizaciones de todas las universidades e institutos, las academias nazi, los servicios sociales estudiantiles y la selección, orientación y educación de los profesores.
El  único Reichsstudentenführer fue, desde 1936 hasta 1945, el exjefe del NSDStB en Heidelberg, Gustav Adolf Scheel.
El 10 de octubre de 1945, la Secretaría del Reichsstudentenführung fue prohibida por los Aliados y confiscados todos sus bienes.